# Tautas partija
Tautas partija (Lidová strana) je politická strana v Lotyšsku. Byla založena v roce 1998 a je považována za konzervativní. Při parlamentních volbách v roce 2006 získala strana 19,49 % hlasů a stala se tak vítězem voleb. Předsedou strany je Andris Šķēle.